# HFC EDO in het seizoen 1954/55
Het seizoen 1954/1955 was het eerste jaar in het bestaan van de Haarlemse betaaldvoetbalclub EDO. De club kwam uit in de Eerste klasse B en eindigde daarin op de achtste plaats, dit betekende dat de club in het nieuwe seizoen uitkwam op het hoogste voetbalniveau.

## Wedstrijdstatistieken

### Eerste klasse B(afgebroken)
|       | Ajax  | Be Quick | DOS | Enschedese Boys | Go Ahead | Heracles | N.E.C. | Rigtersbleek | Stormvogels | Veendam | De Volewijckers | Zwolsche Boys |
| ----- | ----- | -------- | --- | --------------- | -------- | -------- | ------ | ------------ | ----------- | ------- | --------------- | ------------- |
| Thuis | 3 – 2 | 1 – 4    | –   | –               | 0 – 0    | 4 – 4    | –      | 1 – 2        | –           | –       | –               | –             |
| Uit   | –     | –        | –   | 6 – 0           | –        | –        | 1 – 1  | –            | –           | –       | –               | 1 – 2         |

### Eerste klasse B
|       | ADO   | Brabantia | DWS   | Elinkwijk | Fortuna '54 | Heerenveen | Heracles | Rigtersbleek | Sittardia | Sparta | SVV   | Wageningen | Willem II |
| ----- | ----- | --------- | ----- | --------- | ----------- | ---------- | -------- | ------------ | --------- | ------ | ----- | ---------- | --------- |
| Thuis | 2 – 2 | 4 – 0     | 2 – 1 | 2 – 1     | 1 – 2       | 6 – 0      | 2 – 0    | 2 – 4        | 2 – 1     | 1 – 5  | 2 – 1 | 2 – 1      | 0 – 1     |
| Uit   | 1 – 2 | 4 – 1     | 0 – 0 | 3 – 0     | 3 – 0       | 1 – 5      | 3 – 1    | 2 – 2        | 5 – 1     | 1 – 0  | 0 – 1 | 0 – 0      | 3 – 1     |

## Statistieken EDO 1954/1955

### Eindstand EDO in de Nederlandse Eerste klasse B 1954 / 1955
| Stand | Gespeeld | Gewonnen | Gelijk | Verloren | Punten | Doelpunten voor | Doelpunten tegen |
| ----- | -------- | -------- | ------ | -------- | ------ | --------------- | ---------------- |
| 8e    | 26       | 11       | 4      | 11       | 26     | 42              | 45               |

### Eindstand EDO in de Nederlandse Eerste klasse B 1954 / 1955 (afgebroken)
| Stand | Gespeeld | Gewonnen | Gelijk | Verloren | Punten | Doelpunten voor | Doelpunten tegen |
| ----- | -------- | -------- | ------ | -------- | ------ | --------------- | ---------------- |
| 10e   | 8        | 2        | 3      | 3        | 7      | 12              | 20               |

### Topscorers
| #      | Naam                | Goal |
| ------ | ------------------- | ---- |
| 1.     | Henk van Roodselaar | 14   |
| 2.     | Dries Mul           | 9    |
| 3.     | Hans Spiers         | 8    |
| 4.     | Leo Kops            | 3    |
| 5.     | Leen Plaizier       | 2    |
| 5.     | Piet Prins          | 2    |
| 5.     | Manus Snijders      | 2    |
| 8.     | Arie Klein          | 1    |
| 8.     | Kops                | 1    |
| Totaal | Totaal              | 42   |

| #      | Naam                | Goal |
| ------ | ------------------- | ---- |
| 1.     | Henk van Roodselaar | 4    |
| 2.     | Arie Klein          | 2    |
| 2.     | Leen Plaizier       | 2    |
| 2.     | Hans Spiers         | 2    |
| 5.     | Jan Koning          | 1    |
| 5.     | Dries Mul           | 1    |
| Totaal | Totaal              | 12   |